# Lubená
Lubená (1414 m n. m.) je hora ve Velké Fatře na Slovensku. Nachází se v rozložitém masívu mezi Gaderskou dolinou na severu a Blatnickou dolinou na jihu. Na západě sousedí s vrcholem Tlstá (1374 m), na jihovýchodě s vrcholem Bágľov kopec (1280 m). Vrchol je porostlý řídkým lesem a poskytuje omezené výhledy.

## Přístup

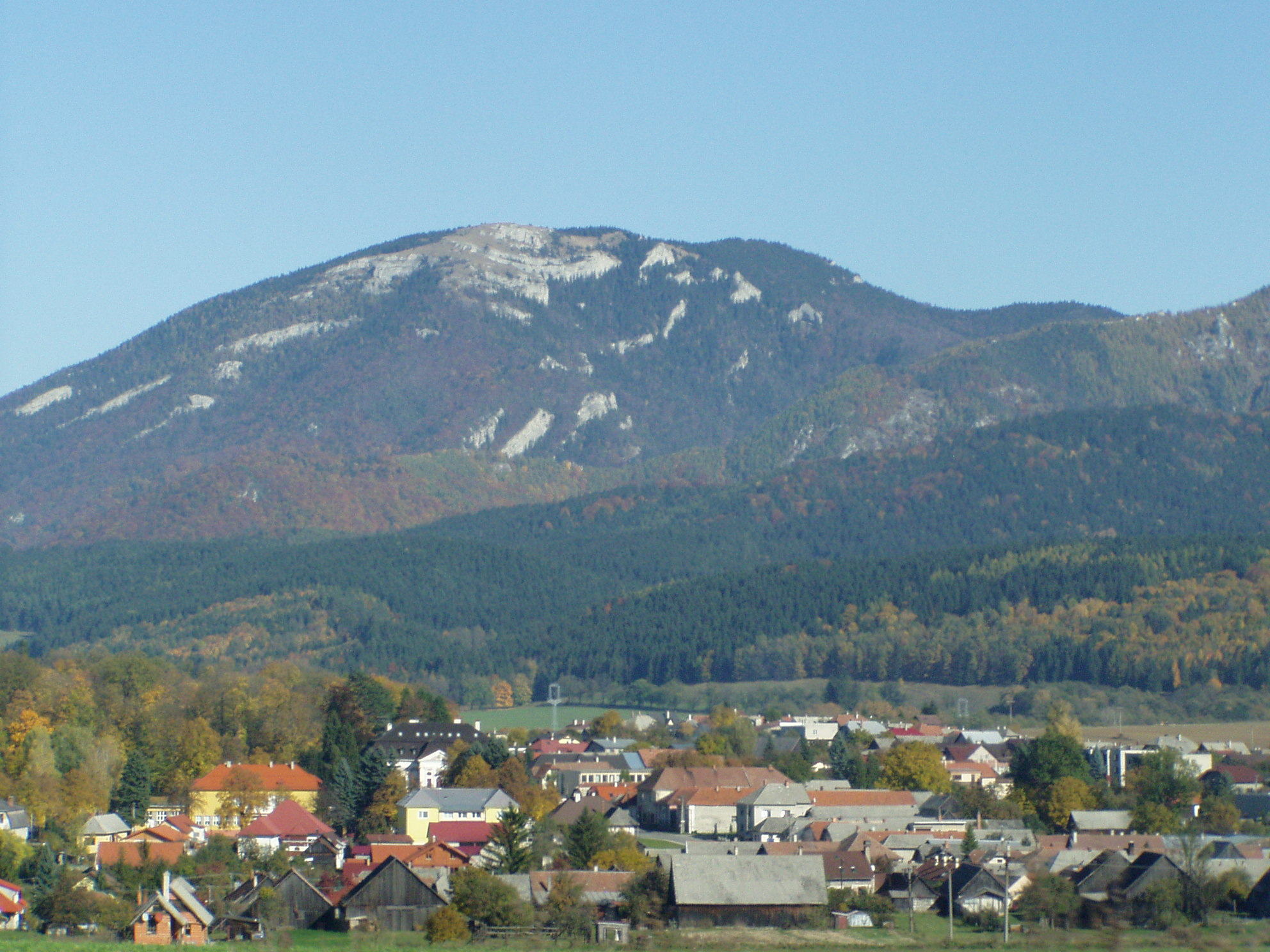
Lubená vpravo za Tlstou

- po zelené  značce z vrcholu Tlstá
- po zelené  značce z vrcholu Ostrá